# 麥考爾克里克 (密西西比州)
麥考爾克里克（英語：McCall Creek）是位於美國密西西比州富蘭克林縣的非建制地區。

## 地理
麥考爾克里克所處的海拔為高於海平面88米（即289英呎），而該地所採用的時區為UTC-6，即北美中部時區（CST）。同時該地設有夏令時間，為UTC-6調快一小時，即UTC-5（CDT）。